# Hippodrommøderne
 Denne artikel bør gennemlæses af en person med fagkendskab for at sikre den faglige korrekthed.

Hippodrommøderne (også kendt som Hippodrombevægelsen) kaldes de møder der 1848 af det daværende københavnske Venstre blev afholdt i Københavns Hippodrom på Nørregade, det nuværende Folketeatret.
Bevægelsen udgik fra "Håndværkerdannelsesforeningen" der var stiftet oktober 1847 og var samlingsstedet for hovedstadens demokratiske håndværkerparti. Fra denne forenings bestyrelse var der februar 1848 udgået en adresse, som krævede en fri forfatning med udvidet valgret og valgbarhed.
Man indbød til møde i hippodromen 12. marts, hvor stemningen var for almindelig valgret, men hvor der også blev ført en heftig strid mellem redaktøren J.P. Grüne og Meïr Aron Goldschmidt på den ene og navnlig Orla Lehmann på den anden side om Eiderstatstanken. Udfaldet blev, at forsamlingens overvejende flertal sluttede sig til Ejderpolitikken.
I april afholdt man et nyt møde, hvor der blev protesteret mod de foreslåede kongevalg til den grundlovgivende Rigsforsamling og man valgte et udvalg, den såkaldte Hippodrom-Komité, blandt hvis medlemmer kan nævnes Carl Christian Alberti, Balthazar Christensen, Povl Frederik Barfod, skoleinspektør Frederik Frølund, Jens Andersen Hansen og jernstøber Lunde.
Som disse navne viser, bestod der en nær forbindelse mellem bondevennerne og hippodrommændene. I august holdt man igen to store møder i hippodromen, hvert besøgt af 1000 til 2000 deltagere, hvor man vedtog det af udvalget foreslåede valgprogram, det såkaldte "Hippodrom-Program", som krævede almindelig valgret og valgbarhed med etkammersystem, suspensivt veto og vidtgående borgerlige og politiske rettigheder. Ved et senere møde i september blev der på dette program opstillet syv kandidater i københavnske kredse, af hvilke dog ingen blev valgt.
Hippodrombevægelsen spillede en ret betydelig rolle som fremaddrivende kraft under valgbevægelsen, men den virkede også mange steder, navnlig i Jylland, i høj grad skræmmende og bidrog således indirekte til i visse kredse at fremkalde konservative valg.